# アプレット
アプレット（applet）とは、他のアプリケーションの中に組み込まれて実行される小さなプログラムとのことである。多くの場合、アプレットを動作させるアプリケーションはWebブラウザである。アプレットという用語はJavaアプレットの略称として用いられることも多い。
他のアプリケーションの上で動くために、同じ機能を実現するのにも、単独のアプリケーションより必要なプログラミング量が減る特徴がある。
アプレット（英語: applet）という言葉は、application （の略称 app ） に縮小辞を付加して造語されたものである。

## アプレットの例
日本ではあまり用いられないが、英語圏ではMacromedia FlashのようなWebページに組み込まれるものもアプレットに数えることもある。その他、Webブラウザ上のもの以外にも使われる例がある（例：パッケージソフトSiebelにおいて自社製品の部品の一つの名称として使用している）。
また、X Window System用のデスクトップ環境GNOMEでは、パネル上で動く小さなプログラムをアプレットと呼んでいる。
Microsoft Windowsでシステムに関わる各種設定を行うコントロールパネルの個々のアイコンをコントロールパネルアプレットと呼ぶ。